# Округ Џексон (Висконсин)
Округ Џексон (енгл. Jackson County) је округ у америчкој савезној држави Висконсин.

## Демографија
По попису из 2010. године број становника је 20.449, што је 1.349 (7,1%) становника више него 2000. године.
| Група             | 2000.          | 2010.          |
| Белци             | 16.990 (89,0%) | 17.987 (88,0%) |
| Афроамериканци    | 433 (2,3%)     | 400 (2,0%)     |
| Азијати           | 31 (0,2%)      | 53 (0,3%)      |
| Хиспаноамериканци | 357 (1,9%)     | 519 (2,5%)     |
| Укупно            | 19.100         | 20.449         |